# Боттенбах
Боттенбах (нем. Bottenbach) — община в Германии, в земле Рейнланд-Пфальц. 
Входит в состав района Юго-западный Пфальц. Подчиняется управлению Пирмазенс-Ланд.  Население составляет 722 человека (на 31 декабря 2010 года). Занимает площадь 6,15 км².